# Lương Lỗ
Lương Lỗ là một xã thuộc huyện Thanh Ba, tỉnh Phú Thọ, Việt Nam.
Xã có diện tích 8,03 km², dân số năm 1999 là 5.973 người, mật độ dân số đạt 744 người/km².